# Leucanthemum tridactylites
Leucanthemum tridactylites là một loài thực vật có hoa trong họ Cúc. Loài này được (A.Kern. & Huter) Huter & al. mô tả khoa học đầu tiên năm 1878.